# Шолуденко Никифор Микитович
Шолуденко Никифор Микитович (19 червня 1919, Сваром'я, Вишгородський район — 5 листопада 1943, Київ) — Герой Радянського Союзу, в роки радянсько-німецької війни командир розвідувального взводу 22-ї гвардійської танкової бригади 5-го гвардійського танкового корпусу 38-ї армії 1-го Українського фронту, гвардії старшина.

## Біографія
Народився 19 червня 1919 року в селі Сваром'я Вишгородського району Київської області України в селянській родині. Українець. Член ВКП (б) з 1943 року. Закінчив середню школу в селі Лебедівка. Працював у радгоспі, потім на заводі у Києві.
У 1939 році призваний до лав Червоної Армії. Учасник радянсько-німецької війни з червня 1941 року. Воював у складі 22-ї гвардійської танкової бригади під Сталінградом, на Дону, під Воронежем, на Курській дузі помічником, а потім — командиром взводу.
Часто Никифор Шолуденко виконував відповідальні бойові завдання й неодноразово із групою розвідників проводив глибокі рейди в тилу супротивника. Так, 17 жовтня 1943 року він із групою розвідників виявив і докладно розвідав сильно укріплений опорний пункт супротивника у населеному пункті Яблонка. Завдяки точній позначці вогневих точок, бригада порівняно легко опанувала і значно розширила Лютізький плацдарм, завдавши ворогові великих втрат.
Особливо відзначився під час Битви за Київ. 4—5 листопада 1943 року взвод Никифора Шолуденка, ведучи розвідку на вулицях української столиці й забезпечуючи важливими даними командування бригади, першим проникнув у центр міста. Бійці піднесли Червоний прапор на площі Калініна (нині майдан Незалежності), над будівлею Київського обкому партії.
5 листопада 1943 року танкіст Шолуденко загинув у бою. Був похований у Києві безпосередньо на площі Калініна, згодом поховання перенесли на площу, яка тепер зветься Європейською, і позначили пам'ятною стелою. 1957 року Н. Шолуденко був перепохований у парку Вічної Слави.
Указом Президії Верховної Ради СРСР від 3 червня 1944 року за зразкове виконання бойових завдань командування, особисті мужність і героїзм, виявлені в боях з німецькими загарбниками, гвардії старшині Шолуденку Никифору Микитовичу посмертно присвоєно звання Героя Радянського Союзу. Нагороджений орденом Леніна.

## Вшанування пам'яті
Никифор Шолуденко навічно зарахований у списки військової частини.
У місті Київ є вулиця Шолуденка. Також вулиця є у місті Вишгород, селах Лебедівка, Новосілки.
У вітальні Міжнародного Соломонового університету, який знаходиться на вулиці Шолуденка у Києві, від студентів і викладачів університету встановлений пам'ятний знак.

Анотаційна дошка
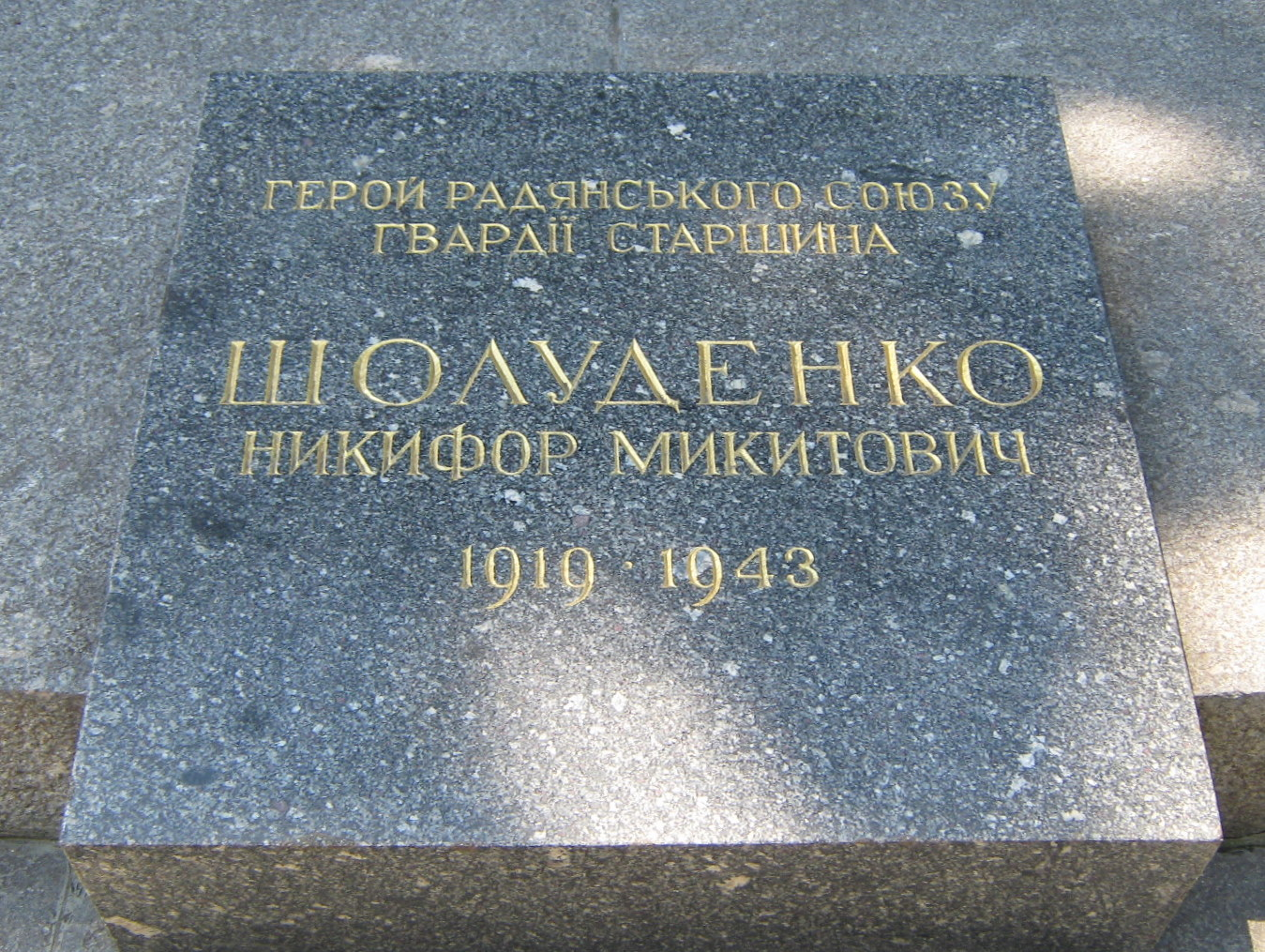
Могила Н. М. Шолуденка
Пам'ятник у Вишгороді
Пам'ятний знак у Києві